# 지킴 전투

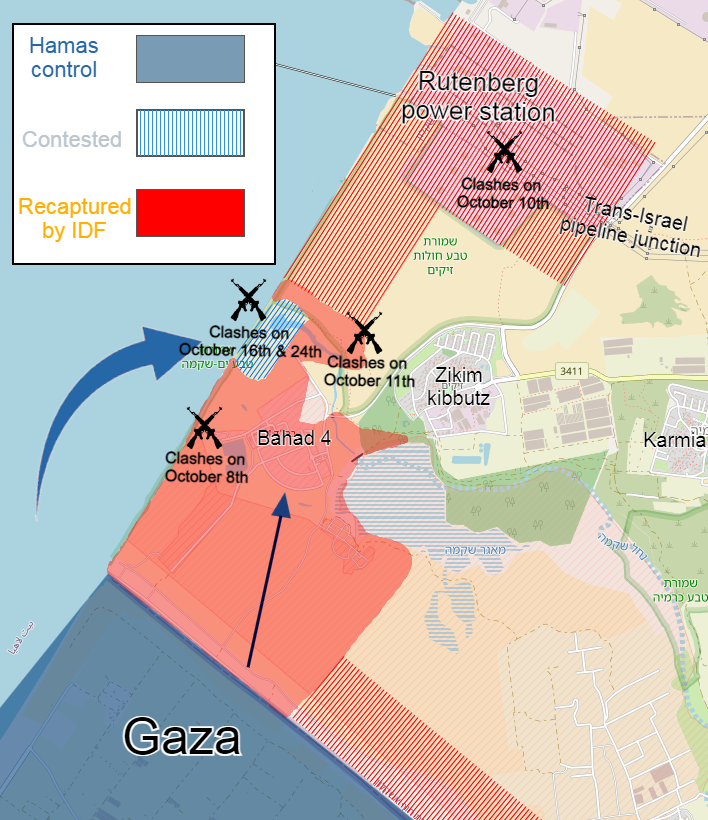
11월 10일 전투 상황

지킴 전투(히브리어: קרב זיקים; 아랍어: معركة зيكيم)는 하마스가 가자지구에서 2023년 10월 7일부터 시작된 하마스 무장세력과 이스라엘 방위군(IDF) 사이에 진행 중인 군사 교전이다. 이 전투는 키부츠와 IDF 신병 훈련 기지인 바하드 4 군사 기지가 포함된 이스라엘 정착지 지킴 주변에서 일어났다.

## 첫 공격
10월 7일 오전 4시 40분(GMT), 하마스는 지킴 해변에 대한 상륙 공격을 시작하기 위해 가자에서 소규모 보트 함대를 보냈다. 고무보트 2척을 포함해 보트 4척은 아슈도드 해군기지의 916순찰대대에 의해 해안에 도착하기 전에 파괴됐지만, 나머지 보트들은 곧 지킴 해변에 도착했다. 바하드 4에서 남쪽으로 약 1.5km 떨어진 가자 장벽에서 하마스 군인들이 통과한 것과 거의 같은 시간에 발생했다.
하마스 군인들은 해안에 도착하자마자 바하드 4를 습격했다. 훈련 기지에 있던 이스라엘 군인의 대부분은 IDF에 4주 동안만 있었다. 기지의 베테랑 병사들은 무장세력과 싸웠고, 경험이 부족한 신병들은 몇 시간 동안 격렬한 전투가 계속되자 엄폐했다. 07:00에 IDF는 바하드 4가 침투하여 손실되었다는 성명을 게시했다. 하마스 무장세력은 키부츠로 이동했지만 비번인 장교도 포함된 무장 민간인에 의해 격퇴당했다. 키부츠 근처에서 충돌은 10월 7일 이후에도 계속되었다.
10월 7일 지킴 해변에서의 전투는 원래 2024년에 작전 개시 예정이었던 이스라엘 에이탄 AFV를 최초로 전투에 사용한 것으로 유명하다. 에이탄을 운용하는 나할 여단 팀은 120km/h의 속도에 도달했다. 6번 고속도로에서 전투 현장에 도착한 최초의 이스라엘 부대가 되었으며, 다른 부대를 지원하기 위해 전진하기 전에 해변에서 여러 명의 무장세력을 죽였다. 지킴 해변에서 차량이 성공적으로 사용되자 IDF 지상군 사령부 사령관인 타미르 야다이(Tamir Yada'i)는 에이탄을 가자 지구 침공 계획에 통합했다.

## 후속 참여
10월 8일 아침, 916 순찰대대는 지킴 해변에서 하마스 무장세력 5명을 사살했다.
10월 10일, 하마스는 민간인에게 90분 경고를 보낸 후 아스글론 시에 로켓 공격을 가했고, 아스글론 산업 단지/이스라엘 횡단 파이프라인 교차점에서 이스라엘군과 충돌했다. 같은 날 IDF의 공식 히브리어 트위터 계정은 17대대 병력이 지킴 해변 지역에서 하마스 무장세력과 충돌해 4명이 사망했다고 주장했다. 프랑스24의 조사에 따르면 해당 영상에는 이스라엘군이 항복을 시도하는 팔레스타인 남성 4명을 살해하는 모습이 담긴 것으로 나타났다. 이는 국제법상 전쟁범죄에 해당한다. 프랑스 24(France 24)는 또한 초기 조우 당시 드론 촬영에서 명확하게 보이는 무기는 없었지만 "이미지가 흐릿하고 현장에 무기가 있는지 확인하는 것이 불가능하지만"이라고 밝혔다. 이 사건은 알자지라 잉글리시(Al Jazeera English)에 의해 바하드 4(Bahad 4)에서 남서쪽으로 약 1km 떨어진 지역으로 위치 파악되었다.
10월 10일부터 11일까지 하마스는 지킴-아쉬글론 축에 추가 전투기를 파견했다고 주장했다.
10월 11일, IDF는 지킴에서 하마스 무장세력 8명을 사살했다고 주장했다.
10월 13일, 의심되는 보안 사고로 인해 지킴 주민들이 집 안으로 들어가야 했다. 이스라엘 내셔널 뉴스(Israel National News)는 나중에 IDF에 의해 해변에서 무장세력이 살해되었다고 보도했다.
10월 16일 전쟁연구소가 인용한 보고서에 따르면 가자지구 출신 무장세력 2명이 지킴 서쪽 해안선에 침투한 뒤 IDF 헬리콥터에 의해 사살됐다.
이스라엘 당국은 IDF가 바다를 통해 이스라엘에 입국하려는 또 다른 하마스 무장세력과 교전한 후 10월 24일 지킴에게 침투 경고를 발령했다. 이스라엘군은 초기 교전에서 탈출한 무장세력이 있는지 계속 감시하고 있다고 밝혔다.